# 烏拉米塔
烏拉米塔是哥倫比亞的城鎮，位於該國北部，由安蒂奧基亞省負責管轄，距離首府麥德林172公里，始建於1875年，面積236平方公里，海拔高度895米，2005年人口7,262。
6°53′58″N 76°10′27″W / 6.89944°N 76.1742°W